# 克利爾克里克鎮區 (堪薩斯州斯塔福德縣)
克利爾克里克鎮區（英語：Clear Creek Township）為美國堪薩斯州斯塔福德縣轄下的鎮區。2010年美国人口普查中此鎮區人口有32人。

## 地理
克利爾克里克鎮區涵蓋總面積為93.6平方（36.12平方英里），其中陸地面積為93.6平方（36.12平方英里），水域面積為0平方（0.00平方英里）或0.00%。

## 人口統計
根據2010年美國人口普查，克利爾克里克鎮區人口有32人，其中男性有17人，女性有15人，人口密度為每平方公里0.34人，住房計14戶。鎮區內的白人有32人，非裔美國人有0人，美洲原住民有0人，亞裔美國人有0人，太平洋島裔美國人有0人，其他種族有0人，混血種族則有0人。此外鎮區內有0人為西班牙裔或拉丁裔美國人。此鎮區之年齡中位數為47.5歲，而男性年齡中位數為48.5歲，女性年齡中位數為46.3歲。